# 林國雄 (玄學家)
林國雄（1947－2013），香港玄學家、堪輿學家，林國雄出生於香港，原籍廣東。林國雄於培新中學畢業，但由於深近視未能考上警察，而當上華籍英兵，曾調派灣仔域多利兵房。林國雄自小仰慕關德興，後來與關德興成為師徒。二十一歲時，林氏離開英軍，轉做貿易，亦曾在無線電視內之餐廳當助理主任。1972年林氏接受香港電台邀請，兼職主持玄學節目《掌相與你》，其後在多份雜誌報章撰寫風水專欄，亦在電視台主持節目。他也經常在麗的電視、亞洲電視出現，負責講解風水命理。林國雄在1980年代與宋韶光、李居明並稱為玄學界三大名師。2013年於瑪麗醫院因肺炎病逝，終年六十六歲。

## 家庭
林國雄在家中排行第二，有七兄弟姊妹。林氏經歷過兩段婚姻，與首任妻子梁燕嬋育有兩女，婚姻維持十一年。離婚後於1989年與台灣女子劉自君結婚，產下一子，2004年離婚。

## 作品列表

### 著作
- 《八字精解》
- 《八字精解實例》
- 《婚姻紋的奧秘》
- 《感情線的奧秘》
- 《掌相與你》2冊
- 《掌上情緣》
- 《子平八字命理新論》
- 《玄空飛星風水》